# Hakon Ahlberg
Pour les articles homonymes, voir Ahlberg.
Hakon Ahlberg (né le 10 juin 1891 à Laholm, mort le 1er mars 1984 à Stockholm) est un architecte, éditeur et auteur suédois, connu pour son travail de réparation et de restauration du château de Gripsholm près de Mariefred au centre de la Suède.
Il fut l'un des membres fondateurs, ainsi que le premier président, de la SAR (l'Association des architectes suédois), et fut connu comme un ardent participant au débat architectural en Suède. Il fut éditeur en chef de revues architecturales suédoises, Arkitekten en 1922 et Byggmästaren de 1922 à 1924.
 
Il fut aussi président de l'Académie suédoise des beaux-arts entre 1954 et 1962.
Ahlberg étudia l'architecture à l'Institut royal de technologie, achevant ses études en 1914. Il entreprit aussi des études à l'Académie royale suédoise des arts entre 1914 et 1917, ayant Ivar Tengbom comme enseignant le plus marquant pour lui.
Le rôle principal d'Ahlberg dans l'architecture suédoise ne fut pas d'avoir créé une école stylistique mais d'avoir été une figure intellectuelle en tant qu'organisateur et porte-parole de sa profession en Suède.

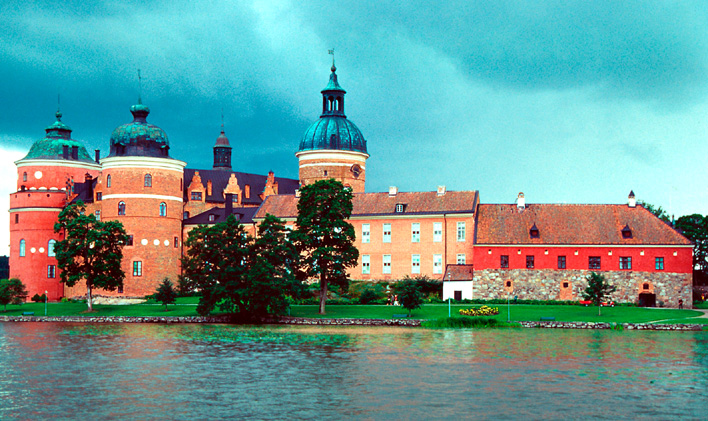
Le château Gripsholm en 2004.

Comme architecte, il fit partie pour un bref moment de ce qu'on a appelé le mouvement du Classicisme nordique, mais entretenant des liens évidents avec l'architecture vernaculaire suédoise, comme dans les maisons en bois toutes simples qu'il dessina pour le syndicat suédois à Brunswik en 1928. Il dessina de nombreuses églises (comme l'église Mälarhöjdens à Stockholm en 1929), des musées et des hôpitaux aussi bien que des villas. Ses œuvres les plus importantes sont le pavillon de l'artisanat lors de l'exposition de Göteborg en 1923 et le bâtiment des magasins du PUB dans le centre de Stockholm en 1924. Ahlberg a, parmi les hôpitaux qu'il a dessinés, réalisé l'hôpital psychiatrique de Sidsjön à Subdvallm en 1934-1944, la clinique pour enfants d'Oslo en Norvège (1946-50) et le CHU de Maracaibo au Venezuela (1946-54).

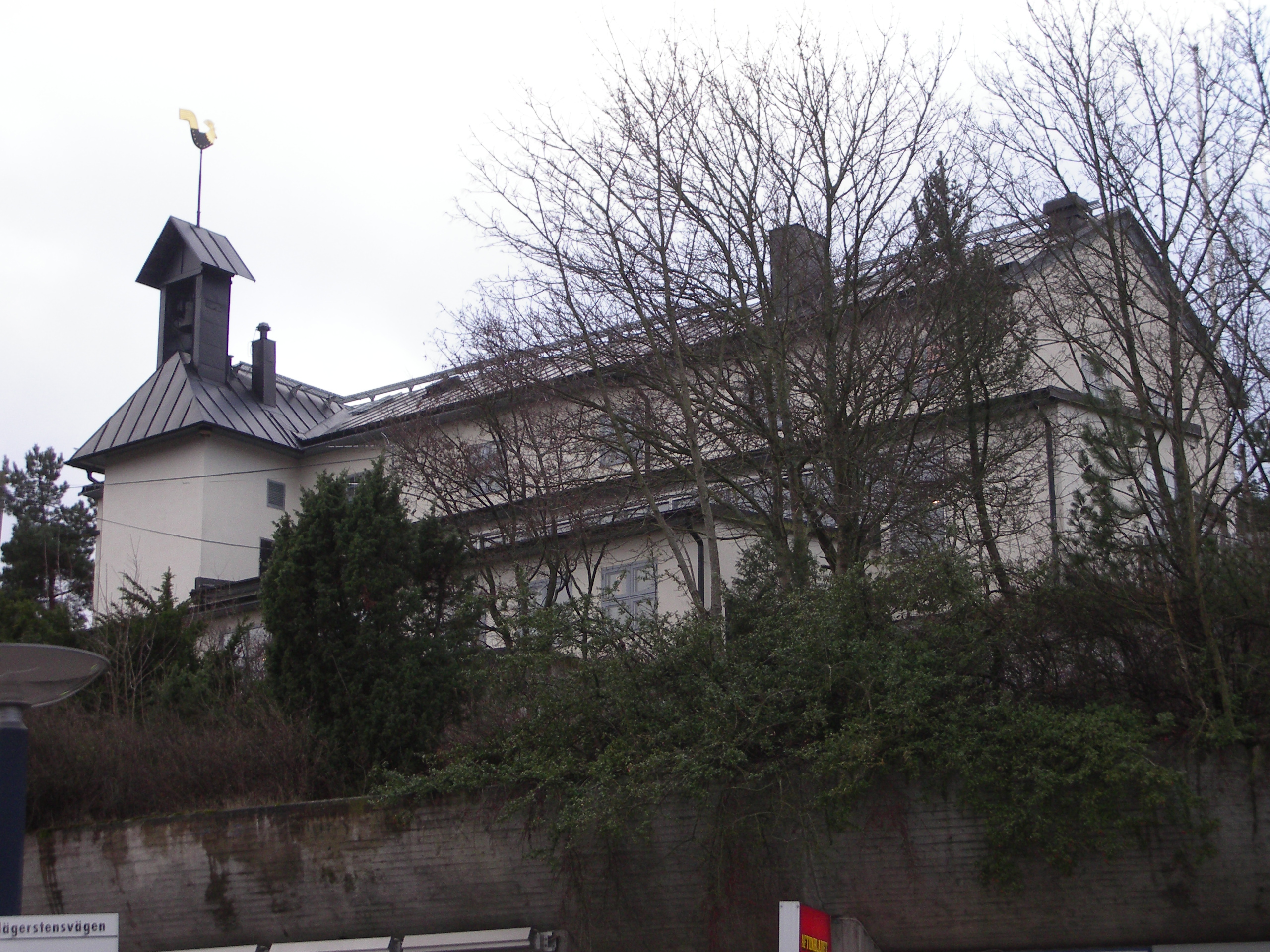
Église Mälarhöjdens à Stockholm, 1929.

En 1973, Ahlberg fut récompensé de la prestigieuse médaille Alvar-Aalto.

## Distinctions
- Commandeur de l'ordre du Dannebrog